# 玉山镇 (瓮安县)
玉山镇，是中华人民共和国贵州省黔南布依族苗族自治州瓮安县下辖的一个乡镇级行政单位。
2013年6月24日，贵州省人民政府批复同意瓮安县部分乡镇行政区划调整，将原鱼河乡深溪村划入玉山镇。

## 行政区划
玉山镇下辖以下地区：
玉山村、苟家庄村、白花村、新庄村、龙蟠村、小开洲村、中火村和深溪村。